# Terra di nessuno

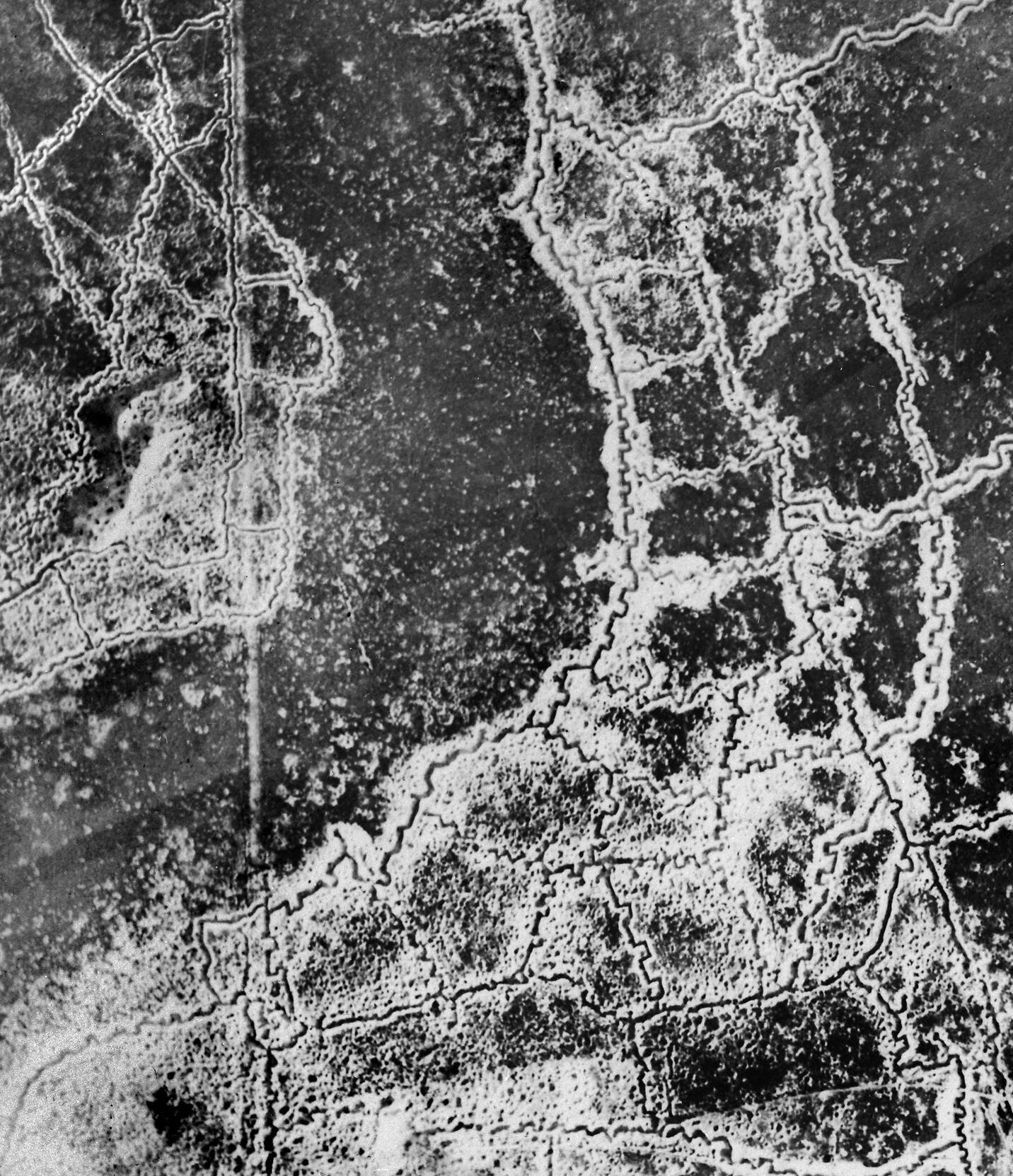
Fotografia aerea che mostra una terra di nessuno tra due opposte trincee durante la prima guerra mondiale

La terra di nessuno è una porzione di territorio non occupata e rivendicata da più parti che lasciano tale area non occupata a causa di timori o incertezze che deriverebbero dall'impadronirsene. Il termine era originariamente utilizzato per definire un territorio conteso o una discarica per rifiuti posizionati tra due feudi.

## Uso linguistico
L'espressione è usata soprattutto per descrivere, nella prima guerra mondiale, l'area situata tra due trincee nemiche in cui nessuna delle due parti voleva muoversi apertamente o che nessuno voleva prendere per paura di essere attaccato dal nemico durante l'azione: con questo senso fu coniato il termine in lingua inglese no man's land. Si usa anche in ambito giornalistico per indicare una parte di opinione pubblica non orientata e sottoponibile a propaganda.